# バトルファミリー
『バトルファミリー』とは、2001年11月26日から2002年1月25日までドラマ30で放送されていた日本のテレビドラマ。正式なタイトル名は「バトル・ファミリー～私、恋します～」。CBC制作。戸川京子の遺作となった。

## 内容
子持ちの妻と、その姑の葛藤などのバトルを書く。

## 出演者
ドラマにおけるキャストクレジットは、山本陽子がトップクレジットであるが、実質的には戸川京子が主演であり、原作も奈々子がヒロインとして描かれている。
柳原百々(もも)：山本陽子
奈々子の姑。健太の祖母。
柳原奈々子：戸川京子
健太の母。
見城亜弓：小林恵
健太の彼女。
柳原健太：城戸裕次
奈々子の息子。亜弓と交際中。
城崎：唐渡亮
千鶴江：長谷川稀世
柳原健三郎：犬塚弘
柳原家当主。健太の祖父。

## スタッフ
- 原作：西尚美「お姑(かあ)さまといわれても」
- 主題歌：田口理恵「Raspberry Dream to next generation」
- 製作著作 - CBCテレビ